# Anthony Doyle
Pour les articles homonymes, voir Doyle.
Anthony "Tony" Doyle, né le 5 mai 1958 à Ashford et mort le 30 avril 2023, est un coureur cycliste britannique. Professionnel de 1980 à 1990, il s'est principalement illustré sur piste, il a été champion du monde de poursuite et a remporté 23 courses de six jours.

## Biographie
En 1978, Anthony Doyle remporte la médaille de bronze des épreuves de poursuite individuelle et par équipes aux Jeux du Commonwealth, où il représente l'Angleterre. L'année suivante, avec l'équipe britannique, il se classe septième de la poursuite par équipes aux Jeux olympiques de Moscou. Bien qu'étant le champion de Grande-Bretagne de poursuite individuelle en titre, il n'est pas sélectionné pour cette épreuve, la place étant attribuée à Sean Yates par l'entraîneur Jim Hendry.
À la suite de cette déception, Doyle passe professionnel en aout 1980 et gagne dès ses débuts le championnat du monde de poursuite. Il remporte de nouveau ce titre en 1986. Il devient ensuite un coureur de Six jours, remportant 23 courses, dont 19 avec l'Australien Danny Clark. Il est le cycliste britannique le plus titré dans ce type d'épreuve. Outre ses succès, il est victime de deux accidents graves, le premier lors des Six Jours de Munich en 1989, avec une grave blessure qui l'a plongé dans le coma pendant dix jours et signifié une longue convalescence. Le second lors des Six Jours de Zurich en 1994, qui l'a conduit à arrêter sa carrière en raison d'une fracture du dos.
Après sa carrière de coureur, il reste dans le sport et notamment le cyclisme. En 1995, il est élu président de British Cycling, avec une politique d'augmentation de la transparence et de la responsabilité. Cependant, le conseil d'administration de British Cycling a tenté de le destituer peu de temps après. Deux semaines plus tard, il démissionne. Il eset également le directeur fondateur du Tour de Grande-Bretagne qui a redémarré en 1994. 
Son fils George est né en 1992. Sa fille Gemma est née en 1995 et son plus jeune fils James est né en 1999.
Il est introduit en 2009 au British Cycling Hall of Fame.
Il meurt le 30 avril 2023 à l'âge de 64 ans des suites d'un cancer du pancréas diagnostiqué un mois auparavant.

## Palmarès sur piste

### Championnats du monde
- Besançon 1980
  -  Champion du monde de poursuite
- Barcelone 1984
  -  Médaillé d'argent de la poursuite
- Bassano del Grappa 1985
  -  Médaillé d'argent de la poursuite
- Colorado Springs 1986
  -  Champion du monde de poursuite
- Vienne 1987
  -  Médaillé de bronze de la poursuite
  -  Médaillé d'argent de la course aux points
- Gand 1988
  -  Médaillé d'argent de la poursuite

### Championnats d'Europe
- Champion d'Europe de l'américaine en 1984 (avec Gary Wiggins), 1988 et 1989 (avec Danny Clark)

### Six jours
- 1983 : Berlin, Dortmund (avec Danny Clark)
- 1985 : Brême (avec Gary Wiggins), Maastricht (avec Danny Clark)
- 1986 : Berlin, Dortmund, Gand, Copenhague, Launceston (avec Danny Clark), Grenoble (avec Francesco Moser)
- 1987 : Bassano del Grappa (avec Moreno Argentin et Roman Hermann), Copenhague, Maastricht (avec Danny Clark)
- 1988 : Berlin, Brême, Dortmund, Munich, Münster, Paris, Rotterdam (avec Danny Clark)
- 1989 : Cologne (avec Danny Clark)
- 1990 : Munich (avec Danny Clark)
- 1991 : Gand (avec Etienne De Wilde)

### Championnats nationaux
- 1977
  -  Champion de Grande-Bretagne de poursuite amateurs
  -  Champion de Grande-Bretagne de l'américaine (avec Glenn Mitchell)
- 1978
  -  Champion de Grande-Bretagne de poursuite amateurs
  - 2e du championnat de Grande-Bretagne du scratch
- 1979
  -  Champion de Grande-Bretagne de poursuite amateurs
  -  Champion de Grande-Bretagne de l'américaine (avec Glenn Mitchell)
  -  Champion de Grande-Bretagne de course aux points
- 1980
  -  Champion de Grande-Bretagne de poursuite
- 1981
  -  Champion de Grande-Bretagne de poursuite
  - 3e du championnat de Grande-Bretagne de l'omnium
- 1982
  - 2e du championnat de Grande-Bretagne de poursuite
  - 2e du championnat de Grande-Bretagne de l'omnium

## Palmarès sur route
| - 1977 - Manchester-Rhyl Two Day - Crabwood CC Medium Gear 25 Time Trial - 1978 - Ras De Cymru : - Classement général - 1re (contre-la-montre) et 3e étapes - Farnham RC 10 Time Trial - George Tennant Memorial - Brian Robinson Grand Prix - 1979 - Grand Prix Etterbeek - Circuit des Mines : - Classement général - 5e étape - Tour de Longwy : - Classement général - 2e étape - GP Nangeroni - Crabwood CC Medium Gear 25 Time Trial - 2e du Circuit des Ardennes - 3e du Grand Prix de France - 1980 - Marlboro AC 25 Time Trial - Crabwood CC Medium Gear 25 Time Trial - Bath Road Club Hilly Time Trial - 3e du Grand Prix des Carreleurs - 1981 - Ross Wheelers Couple Time Trial (avec Barry Smallworth) - Girvan Three Day : - Classement général - 2e étape - Great Yorkshire Classic : - Classement général - 1re étape (contre-la-montre) | - 1982 - Girvan Three Day : - Classement général - 2e étape - 1983 - Bill Cox Memorial Two Day - 5ea étape du Sealink International Grand Prix - 2e au Classement général - Hope Valley Classic - 3e du Grand Prix de Manchester - 1984 - Prologue et 3e étape du Sealink International Grand Prix - 2e au Classement général - 1985 - 10e étape du Sealink International Grand Prix - 1986 - Ron Kitching Classic : - Classement général - 1re étape - 1989 - 8e étape de la Milk Race - Tour of the Marshes - 1992 - 3e du Tom Simpson Memorial Grand Prix - 1993 - 7e étape de la FBD Milk Rás |  |